# Zuidelijke sikkelsprinkhaan
De zuidelijke sikkelsprinkhaan (Phaneroptera nana) is een rechtvleugelig insect uit de familie sabelsprinkhanen (Tettigoniidae), onderfamilie Phaneropterinae.
De sprinkhaan bereikt een lichaamslengte van 12 tot 18 millimeter en is zeer moeilijk van de sikkelsprinkhaan te onderscheiden. Alleen door goed naar de legbuis van het vrouwtje of de cerci van het mannetje te kijken kan het onderscheid bepaald worden, ook de verhouding van het halsschild is anders.
De zuidelijke sikkelsprinkhaan komt voor rond de Middellandse Zee in Frankrijk en noordelijker tot Oostenrijk en Zwitserland en vanaf 2019 ook in Nederland en België. De sprinkhaan is actief gedurende de maanden juli tot augustus, soms tot in oktober.

## Afbeeldingen

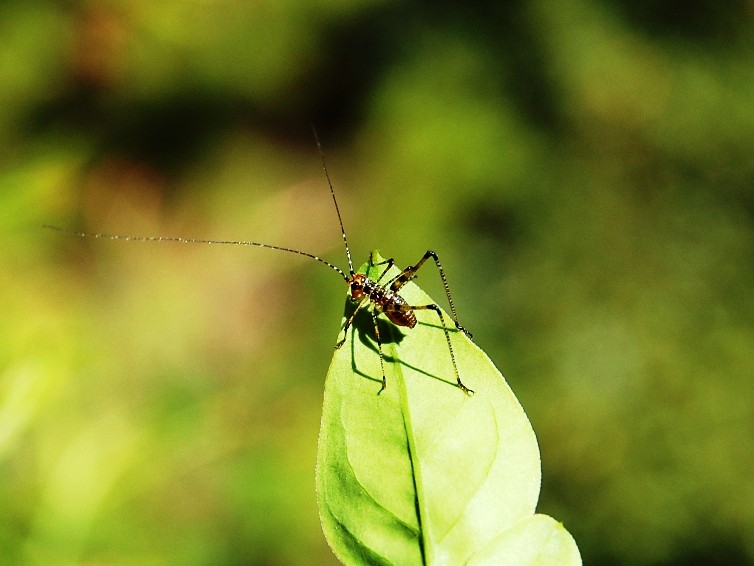
Nimf
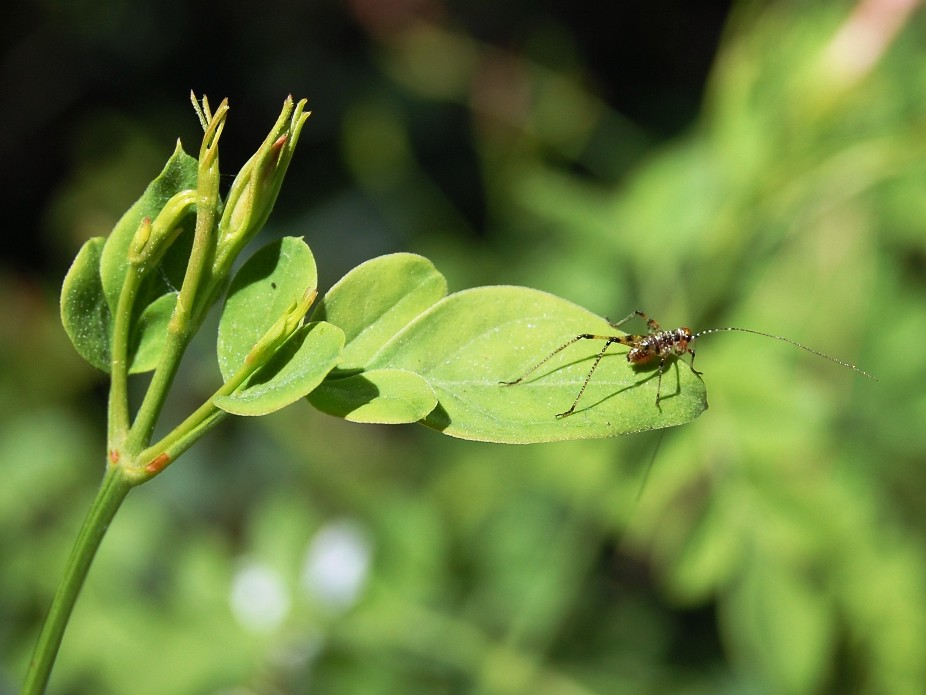
Nimf
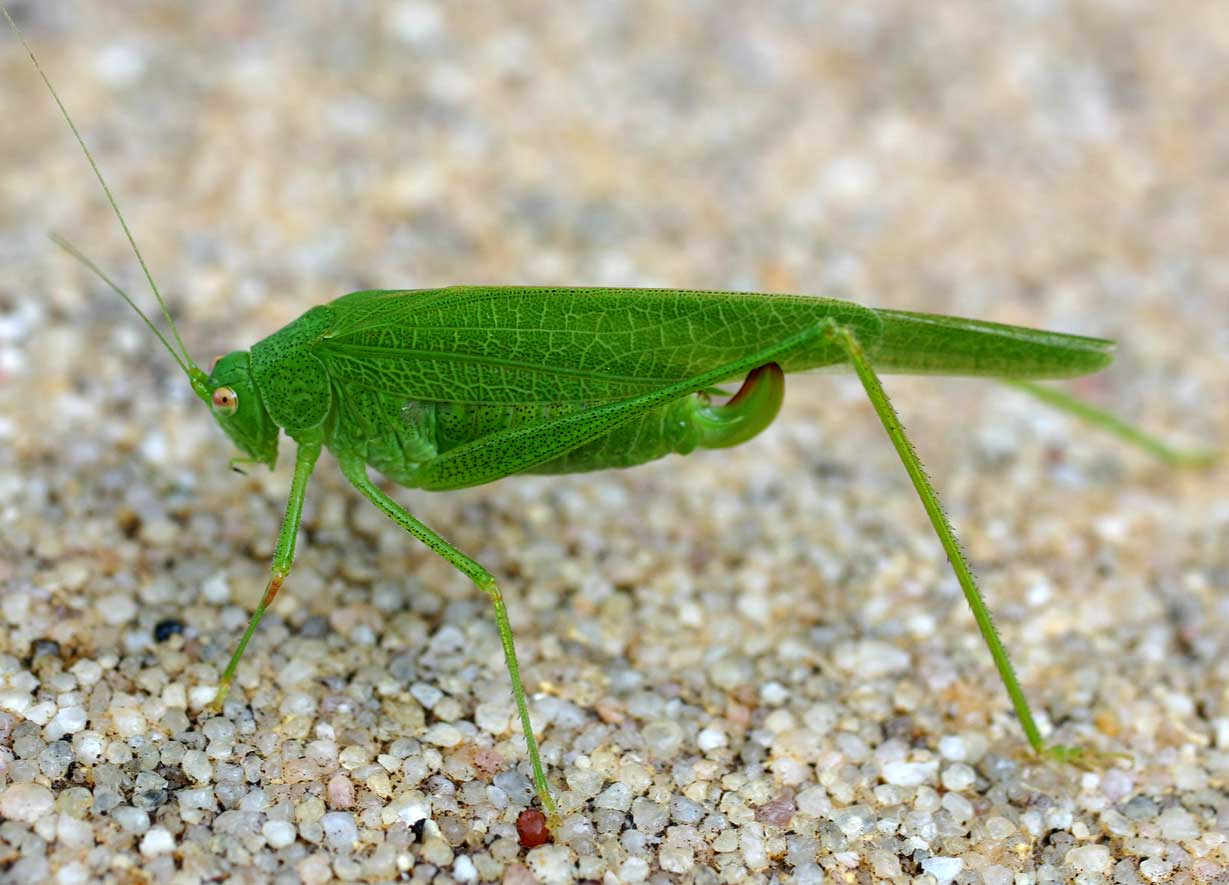
Vrouwtje